# Hvaffor en hånd
Hvaffor en hånd er en børneudsendelse, der blev vist i børnetime på DR 1991-2003. 
Hvaffor en hånd handler om ting børn gør. I de første udsendelser legede Casper Christensen og Signe Lindkvist f.eks. cowboyer og indianere og forskellige andre ting bl.a. hvordan man laver elektricitet og glas. I de senere udsendelser tog værten Pernille Kure på ture til forskellige øer rundt om i Danmark, hvor hun fortæller om øerne og deres historie. Og senere tog Tina Bom Svendsen på eventyr, hvor hun bl.a. mødte pirater trolde, hekse og spøgelser sammen med sin hund Yo.

## Værter
En række personer var værter på Hvaffor en hånd:
- Casper Christensen 1991-1995
- Signe Lindkvist 1991-1995 [4]
- Pernille Kure 1991-1995
- Lars Jønner Alving 1997
- Tina Bom Svendsen 1997-2000
- Susanne Ziba Asmussen 1999-2001
- Jonas 1999-2001
- Louise 2000-2001
- Chapper 2002
- Birgitte Lillesø 2002-2003